# 지식재산담보권

## 개념
지식재산담보권이란 단보약정에 따라 특허권, 실용신안, 디자인권, 상표권, 저작권, 반도체집적회로의 배치설계권 등 법률에 따라 質權(질권)을 설정할 수 있는 지식재산권을 목적으로 그 지식재산권을 규율하는 개별 법률에 따라 등록한 담보권을 말한다.

## 담보등록
지식재산담보권은 동재산권을 규율하는 개별법률에 따른 공적장부에 등록한다.
지식재산권자가 약정에 따라 동일한 채권을 담보하기 위하여 2개이상의 지식재산권을 담보로 제공하는 경우에는 특허원부, 저작권등록부 등 그 지식재산권의 등록붕 담보권을 등록할 수 있다. 이 경우 담보의 목적이 되는 지식재산권은 그 등록부를 관장하는 기관이 동일하여야 하고, 지식재산권의 종류와 대상을 정하거나 그 밖에 이와 유사한 방법으로 특정할 수 있어야 한다.
동일한 지식재산권에 관하여 이 법에 따른 담보권등록과 그 지식재산권을 규율하는 개별 법률에 따른 질권등록이 이루어진 경우에 그 순위는 법률에 다른 규정이 없으면 등록의 선후에 따른다.

## 요건
동산담보권과 채권담보권의 설정자는 법인과 상호등기자에 국한하였지만, 지식재산담보권의 설정자에는 이러한 제한이 없고, 지식재산권의 보유자이면 족하다.

## 효력
지식재산담보권의 득실변경은 그 등록을 한 때에 그 지식재산권에 대한 질권의 득실변경을 등록한 것과 동일한 효력을 갖는다.
담보권자는 지식재산권을 규율하는 개별 법률에 따라 담보권을 행사할 수 있다.

## 참고 문헌
- 이철송,상법총칙•상행위,(서울: 박영사, 2014)